# Kelechi Nwanaga
Kelechi Nwanaga (née le 24 décembre 1997) est une athlète nigériane spécialiste du lancer du javelot. Elle remporte la médaille d'or aux Jeux africains 2015.

## Biographie
Le 18 juillet 2017, elle établit son record personnel à 58,15 m, à Ozoro (NGR).

## Palmarès
| Date | Compétition                    | Lieu        | Résultat | Marque  |
| ---- | ------------------------------ | ----------- | -------- | ------- |
| 2015 | Championnats d'Afrique juniors | Addis Abeba | 2e       | 46,46 m |
| 2015 | Jeux africains                 | Brazzaville | 1re      | 52,70 m |
| 2016 | Championnats d'Afrique         | Durban      | 4e       | 53,45 m |
| 2018 | Jeux du Commonwealth           | Gold Coast  | 6e       | 53,17 m |
| 2018 | Championnats d'Afrique         | Asaba       | 1re      | 56,96 m |
| 2019 | Jeux africains                 | Rabat       | 1re      | 55,88 m |